# Réduction des risques liés à la toxicomanie
Pour un article plus général, voir Réduction des risques sanitaires.
La réduction des risques liés à la toxicomanie désigne l'ensemble de la politique de réduction des risques liés à la toxicomanie. C'est une politique qui privilégie des stratégies de soin et de prévention afin de limiter les risques sanitaires et sociaux liés à l'usage de psychotropes.
Elle est d'abord apparue dans des pays ayant une forte tradition de santé publique comme les Pays-Bas puis la Grande-Bretagne pour se répandre dans les pays occidentaux mais elle reste absente dans le reste du monde.
L'essor des politiques de réduction des risques liés à toxicomanie est principalement dû à l'apparition du SIDA dans les années 1980 et elle y reste fortement assimilée même si son objectif est plus large. Son but initial était de limiter la transmission d'infections type hépatites ou VIH chez les usagers-injecteurs de drogues. Elle s'est ensuite élargie à la prise en charge globale de la santé des usagers, prenant en compte les différents risques sanitaires en fonction des produits, des personnes et de leur environnement.
Outre un fort message de prévention et d'information, elle se base aussi sur différentes actions comme les programmes visant à l'échange des seringues, la mise en place de traitement de substitution, l'hébergement même temporaire, la mise en place de sites d'injection, la mise en place de groupes d'autosupport (un injecteur ou un ex-injecteur sera plus convaincant pour ses pairs) et le testing.
Les résultats les plus visibles de la réduction des risques liés à la toxicomanie se mesurent principalement dans la réduction des décès par overdose et la baisse de transmission du VIH et de l'hépatite C mais au-delà des résultats visibles, il s'agit surtout d'une meilleure prise en charge sanitaire et sociale des toxicomanes.

## Historique
Dans les années 1960, l'essor de la contre-culture impose la consommation de psychotrope comme un moyen de contestation.
À partir de la fin des années 1960, les pays se dotent un arsenal législatif dont le but était de  lutter contre la drogue, alors perçue comme un « fléau ». Ces législations pénalisent le plus souvent l'usage-simple et ne distinguent pas les différents produits.
Face à ses législations rigides apparaissent les premiers centres de soin spécialisés pour les toxicomanes dès le début des années 1970, alors considéré comme des marginaux s'occupant de marginaux.
C'est l'apparition du SIDA dans les années 1980 qui change la vision de ces politiques qui s'imposent alors comme indispensables pour enrayer l'épidémie.
Elle apparait d'abord aux Pays-Bas puis en Grande-Bretagne.

### France
En France, plusieurs associations ou ONG comme ASUD (Auto-support et réduction des risques parmi les usagers et ex-usagers de drogues), Médecins du monde, le Collectif d'information et de recherche cannabique,  Techno Plus ou encore Aides militent depuis plusieurs années afin que les autorités publiques reconnaissent l'importance d'une politique sérieuse de réduction des risques.
Cette politique a été mise en œuvre à partir de 1987 avec la mise en vente libre des seringues en pharmacie par décret du ministre de la santé (Michèle Barzach). Ce dispositif, financé essentiellement par l'État et dans une moindre mesure par l'assurance maladie, a par la suite été complété par d'autres programmes comme les programmes dits d'échange « actif » de seringues (à partir de 1989 sous l'impulsion de Médecins du monde) ou les distributeurs automatiques de seringues (à partir de 2001) ou encore les stéribox (à partir de 1994), ou les programmes de substitution (à partir de 1994). La réduction des risques figure dans la loi française depuis 2004 où sont ajoutés trois articles à la loi de Santé publique. Ces trois articles (articles R3121-33-1 à D3121-33) définissent que l'État fixe la définition de la politique de réduction des risques et en détermine les actions par décret, qu'elle a pour objet de prévenir la transmission des infections, la mortalité par surdose et les dommages sociaux liés à la toxicomanie et que ces structures relèvent du Code de l'action sociale et des familles.
C'est d'ailleurs un décret qui rend illégale la pratique du testing, lorsque ce dernier ne fait qu'identifier la présence d'une substance psychotrope, en France en avril 2005. Avant cette interdiction, des associations comme Médecins du monde pratiquaient régulièrement ces tests lors des free parties (ou teknival). Depuis cette interdiction, ces associations proposent un test plus poussé qui permet d'identifier les diverses substances utilisées.
En France, le budget consacré à la réduction des risques liés à la toxicomanie a évolué de 9,5 millions d'euros en 1997 à 14,6 millions d'euros en 2002.

### Grande-Bretagne
En Grande-Bretagne, dès les années 1924-1926, une commission présidée par Sir Humphry Rolleston permet aux médecins de prescrire des drogues aux toxicomanes incapable de parvenir à l'abstinence afin qu'ils puissent être inserré et de limiter les effets secondaires de leur dépendance.
Dans le milieu des années 1980, certaines villes développent des programmes d'échange de seringues et des campagnes d'information sur le sujet.
En 1987, un rapport officiel déclare que le sida est un danger plus grand que la toxicomanie, plaçant ce problème au cœur des préoccupations.
En 1990 à Liverpool se tient la première conférence internationale sur la réduction des risques liés à la toxicomanie.

### Pays-Bas
Aux Pays-Bas, cette politique a été mise en place à la suite du rapport Engelsman publié en 1985. Ce rapport s'appuie sur les recherches ethnographiques de deux sociologues (O. Janssen et K. Swierstra) publiées en 1982 qui mettent en évidence non seulement des différences de mode d’usage (consommation occasionnelle, consommation abusive) mais aussi des différences de conditions sociales et d'appartenance ethnique, distinguant alors les effets primaires (effets objectifs, pharmacologiques) et les effets secondaires (effets liés au contexte politique « répressif »).
Selon eux, les effets secondaires seraient directement imputables au marché illicite dans lequel le produit circule et non au produit lui-même.
Le rapport Engelsman avance que l'État et la société civile ont une responsabilité d'information visant à ne plus stigmatiser les usagers car la marginalisation de l'usager serait due au sens spécifique donné à l'usage de drogue via une politique répressive. Cette vision est considérée comme déresponsabilisant trop l'usager sans prendre en compte les non-usagers, qui sont ensuite considérés en 1995 par le rapport continuité et changement avec la reconnaissance de nuisances.
Cette politique vise donc à reconnaître à la fois les toxicomanes par la mise en place de structures adéquates mais aussi à reconnaître les nuisances qu'ils peuvent générer notamment auprès des riverains  afin de les prévenir ou du moins de les modérer.

### Suisse

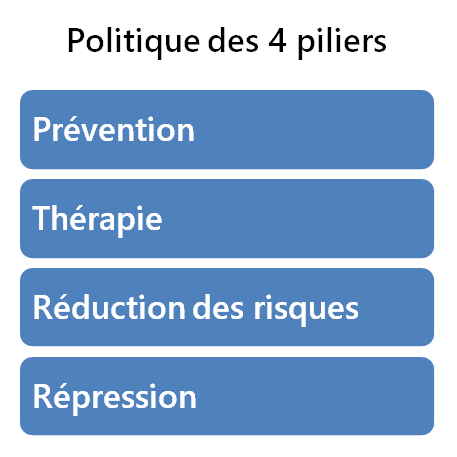
La politique suisse en matière de drogues repose sur 4 piliers : prévention, thérapie, réduction des risques et répression.

## Philosophie
La politique de réduction des risques considère que l'usage de drogue ne peut s'effacer en un instant pour une simple volonté politique ; ainsi le fait de ne proposer des soins qu'à ceux décidés à arriver à l'abstinence revient à ignorer une grande proportion des usagers de drogues, proportion souvent la plus marginale et donc la plus désespérée.
La politique de réduction des risques propose de réduire l'ensemble des dommages sociaux et sanitaires liés à l'usage de drogue en les hiérarchisant et en s'adaptant à l'usager.
La réduction des risques est critique vis-à-vis du modèle prohibitionniste en place depuis les années 1970 qui en fait de « guerre de la drogue » est plutôt une « guerre aux drogués ». En effet, elle critique les politiques strictement répressives qui limitent la prévention, l'accès aux soins et favorisent les produits frelatés.
Elle se conçoit sur plusieurs distinctions qu'elle considère comme majeures :
- la dangerosité des différents produits : le cannabis n'induit pas les mêmes conséquences sanitaires et sociales que l'héroïne ;
- les différents usages : l'usage problématique n'induit pas les mêmes conséquences sanitaires et sociales que l'usage occasionnel ;
- les différents modes de consommation : l'injection n'induit pas les mêmes conséquences sanitaires et sociales que l'ingestion ou l'inhalation ;
- les différents contextes : l'usage de drogue dans un environnement stable n'induit pas les mêmes conséquences sanitaires et sociales que l'usage dans un environnement précaire.

### Controverse
Certains considèrent que la réduction des risques liés à la toxicomanie peut être perçue comme un encouragement à la consommation de substances psychotropes, puisqu'elle n'en condamne pas fermement l'usage.
À l'inverse, lors de la mise en place de ces politiques, certains intervenants en toxicomanie y voyaient un moyen de « contrôle social » sur les toxicomanes, afin de les ficher et d'imposer un hygiénisme totalitaire sous couvert de santé publique.

### Débats internes
Le milieu de la réduction des risques (RDR) est traversé par plusieurs débats internes, s'exprimant au sein de revues spécialisées (par exemple : International Journal of Drug Policy) :
- le premier débat oppose une vision gradualiste de la RDR (complémentarité entre la RDR et l'objectif d'abstinence) à une vision intégrationniste (l'abstinence est un objectif ultime) ;
- un second débat concerne l'évaluation de la RDR (choix des indicateurs) ;
- le troisième débat oppose une vision neutre de la RDR (vision purement pragmatique) à une vision morale et politique — approche politique plus large : situation des usagers, place de l'interdit…